# Vaišvilkas
Vaišvilkas (né vers 1223 et mort en 1268) est un grand-duc de Lituanie.

## Biographie

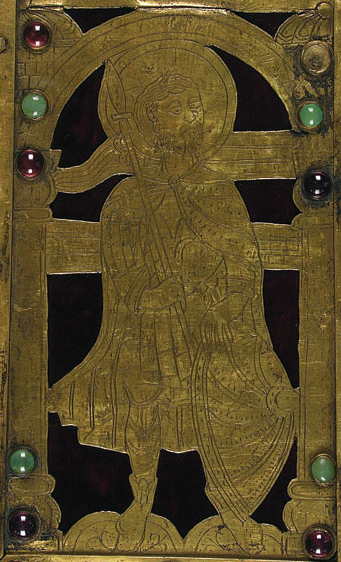
Vaišvilkas.

Vaišvilkas était le fils de Mindaugas qui fut assassiné par son neveu Treniota en 1263. Vaišvilkas échappa de peu à la mort mais un an plus tard, il prit sa revanche et assassina à son tour Treniota qui avait tué à la fois son père et deux de ses frères. Il prit alors le pouvoir et devint grand-duc de Lituanie et prit également le contrôle de la Ruthénie noire.
Vaišvilkas se fit baptiser dans la religion grecque orthodoxe. Il entreprit un pèlerinage jusqu'au Mont Athos en Grèce, mais ne put atteindre la Grèce en raison de la guerre dans les Balkans.

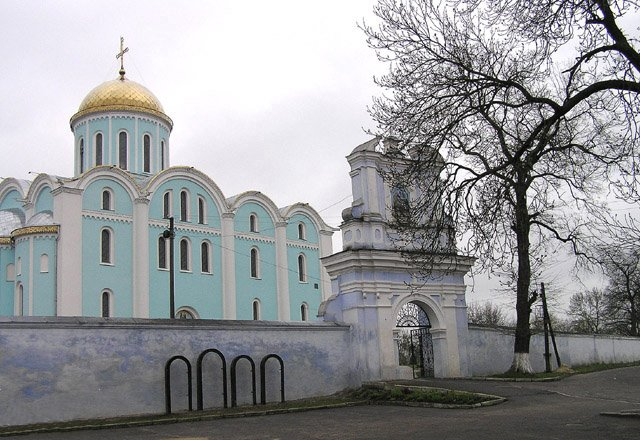
Cathédrale de Volodymyr-Volynskyï où repose le corps de Vaišvilkas.

En tant que chrétien, Vaišvilkas a essayé de maintenir des relations amicales avec les Chevaliers Teutoniques et l'Ordre de Livonie. Il a signé un traité de paix avec la Livonie en matière de commerce sur la rivière Daugava.
En 1265, il attaque la Pologne pour venger le peuple de Sudovie qui avait subi la razzia polonaise.
En 1267, il décide de rentrer dans la vie monastique et transmet son titre à son beau-frère Svarnas. Mais un an plus tard, le 9 décembre 1268, il est assassiné par Léon Ier de Galicie, frère de Svarnas, qui n'admet pas que le pouvoir n'ait pas été partagé avec son frère. La dépouille de Vaišvilkas sera déposée dans la cathédrale de Volodymyr-Volynskyï située aujourd'hui en Ukraine à la frontière avec la Pologne.